# Armeria velutina
Armeria velutina é uma espécie de planta com flor pertencente à família Plumbaginaceae. 
A autoridade científica da espécie é Welw. ex Boiss. & Reut., tendo sido publicada em Pugillus Plantarum Novarum Africae Borealis Hispaniaeque Australis 100. 1852.

## Portugal
Trata-se de uma espécie presente no território português, nomeadamente em Portugal Continental.
Em termos de naturalidade é endémica da Península Ibérica.

## Protecção
Encontra-se protegida por legislação portuguesa ou da Comunidade Europeia, nomeadadamente pelo Anexo II e IV da Directiva Habitats e pelo Anexo I da Convenção sobre a Vida Selvagem e os Habitats Naturais na Europa.